# Volejbal na Letních olympijských hrách 1996
Volejbal na Letních olympijských hrách 1996 zahrnoval probíhal na stadionech Omni Coliseum v Atlantě a Stegeman Coliseum v Athens. Soutěžilo se také v plážovém volejbalu.

## Turnaj mužů
| Zlato   | Nizozemsko (NED) |
| Stříbro | Itálie (ITA)     |
| Bronz   | Jugoslávie (YUG) |

Turnaj se odehrál v rámci XXVI. olympijských her ve dnech 20. července - 4. srpna 1996 v Atlantě.
Turnaje se zúčastnilo 12 mužstev, rozdělených do dvou šestičlenných skupin. První čtyři mužstva postoupili do čtvrtfinále. Poražení čtvrtfinalisti hráli o 5. - 8. místo. Olympijským vítězem se stalo mužstvo Nizozemska.

### Skupina A
|    |           | CUB | BRA | BUL | ARG | USA | POL | V | P | Skóre | B |
| 1. | Kuba      | *** | 0:3 | 3:0 | 3:0 | 3:2 | 3:0 | 4 | 1 | 12:5  | 9 |
| 2. | Brazílie  | 3:0 | *** | 0:3 | 1:3 | 3:0 | 3:0 | 3 | 2 | 10:6  | 8 |
| 3. | Bulharsko | 0:3 | 3:0 | *** | 1:3 | 3:2 | 3:0 | 3 | 2 | 10:8  | 8 |
| 4. | Argentina | 0:3 | 3:1 | 3:1 | *** | 0:3 | 3:1 | 3 | 2 | 9:9   | 8 |
| 5. | USA       | 2:3 | 0:3 | 2:3 | 3:0 | *** | 3:0 | 2 | 3 | 10:9  | 7 |
| 6. | Polsko    | 0:3 | 0:3 | 0:3 | 1:3 | 0:3 | *** | 0 | 5 | 1:15  | 5 |

 Kuba -  Bulharsko 3:0 (15:9, 15:7, 15:7)
21. července 1996 (16:00) – Atlanta
 USA -  Polsko 3:0 (15:13, 15:6, 15:8)
21. července 1996 (19:30) – Atlanta
 Argentina -  Brazílie 3:1 (9:15, 15:8, 16:14, 15:6)
21. července 1996 (19:30) – Atlanta
 Bulharsko -  Brazílie 3:0 (15:11, 15:13, 15:8)
23. července 1996 (10:00) – Atlanta
 USA -  Argentina 3:0 (15:7, 15:8, 15:11)
23. července 1996 (16:00) – Atlanta
 Kuba -  Polsko 3:0 (15:13, 15:2, 15:3)
23. července 1996 (19:30) – Atlanta
 Argentina -  Bulharsko 3:1 (15:10, 15:8, 11:15, 15:10)
25. července 1996 (10:00) – Atlanta
 Brazílie -  Polsko 3:0 (15:7, 15:11, 15:8)
25. července 1996 (16:00) – Atlanta
 Kuba -  USA 3:2 (4:15, 15:9, 14:16, 15:8, 18:16)
25. července 1996 (19:30) – Atlanta
 Kuba -  Argentina 3:0 (15:10, 15:12, 15:9)
27. července 1996 (16:00) – Atlanta
 Bulharsko -  Polsko 3:0 (15:4, 15:10, 15:7)
27. července 1996 (16:00) – Atlanta
 Brazílie -  USA 3:0 (15:11, 15:11, 15:7)
27. července 1996 (19:30) – Atlanta
 Argentina -  Polsko 3:1 (7:15, 17:15, 15:10, 15:9)
29. července 1996 (10:00) – Atlanta
 Bulharsko -  USA 3:2 (15:11, 13:15, 11:15, 15:5, 15:12)
29. července 1996 (19:30) – Atlanta
 Brazílie -  Kuba 3:0 (15:11, 15:10, 15:11)
29. července 1996 (19:30) – Atlanta

### Skupina B
|    |            | ITA | NED | YUG | RUS | KOR | TUN | V | P | Skóre | B  |
| 1. | Itálie     | *** | 3:0 | 3:0 | 3:0 | 3:0 | 3:0 | 5 | 0 | 15:0  | 10 |
| 2. | Nizozemsko | 0:3 | *** | 3:0 | 3:0 | 3:0 | 3:0 | 4 | 1 | 12:3  | 9  |
| 3. | Jugoslávie | 0:3 | 0:3 | *** | 3:1 | 3:0 | 3:1 | 3 | 2 | 9:8   | 8  |
| 4. | Rusko      | 0:3 | 0:3 | 1:3 | *** | 3:0 | 3:0 | 2 | 3 | 7:9   | 7  |
| 5. | Korea      | 0:3 | 0:3 | 0:3 | 0:3 | *** | 3:0 | 1 | 4 | 3:12  | 6  |
| 6. | Tunisko    | 0:3 | 0:3 | 1:3 | 0:3 | 0:3 | *** | 0 | 5 | 1:15  | 5  |

 Nizozemsko -  Tunisko 3:0 (15:4, 15:4, 15:2)
21. července 1996 (10:00) – Atlanta
 Itálie -  Korejská republika 3:0 (15:13, 15:12, 15:8)
21. července 1996 (10:00) – Atlanta
 Jugoslávie -  Rusko 3:1 (10:15, 15:13, 15:10, 15:11)
21. července 1996 (16:00) – Atlanta
 Nizozemsko -  Rusko 3:0 (15:9, 15:9, 15:9)
23. července 1996 (10:00) – Atlanta
 Itálie -  Tunisko 3:0 (15:9, 15:5, 15:1)
23. července 1996 (16:00) – Atlanta
 Jugoslávie -  Korejská republika 3:0 (15:5, 15:6, 16:14)
23. července 1996 (19:30) – Atlanta
 Itálie -  Nizozemsko 3:0 (15:8, 15:8, 15:13)
25. července 1996 (10:00) – Atlanta
 Jugoslávie -  Tunisko 3:1 (15:4, 15:17, 15:3, 15:3)
25. července 1996 (16:00) – Atlanta
 Rusko -  Korejská republika 3:0 (15:8, 15:4, 16:14)
25. července 1996 (19:30) – Atlanta
 Itálie -  Rusko 3:0 (15:11, 15:6, 15:12)
27. července 1996 (10:00) – Atlanta
 Nizozemsko -  Jugoslávie 3:0 (15:7, 15:6, 15:9)
27. července 1996 (10:00) – Atlanta
 Korejská republika -  Tunisko 3:0 (15:4, 15:6, 15:6)
27. července 1996 (19:30) – Atlanta
 Itálie -  Jugoslávie 3:0 (15:12, 15:8, 15:12)
29. července 1996 (10:00) – Atlanta
 Rusko -  Tunisko 3:0 (15:9, 15:10, 15:11)
29. července 1996 (16:00) – Atlanta
 Nizozemsko -  Korejská republika 3:0 (15:4, 15:11, 15:12)
29. července 1996 (16:00) – Atlanta

### Čtvrtfinále
Rusko -  Kuba 3:0 (15:13, 17:15, 15:11)
31. července 1996 (13:30) – Atlanta
 Nizozemsko -  Bulharsko 3:1 (16:14, 9:15, 15:3, 15:13)
31. července 1996 (13:30) – Atlanta
 Jugoslávie -  Brazílie 3:2 (15:6, 15:5, 8:15, 14:16, 15:10)
31. července 1996 (19:30) – Atlanta
 Itálie -  Argentina 3:1 (12:15, 15:9, 15:7, 15:4)
31. července 1996 (19:30) – Atlanta

### Semifinále
Nizozemsko -  Rusko 3:0 (15:6, 15:6, 15:10)
2. srpna 1996 (19:30) – Atlanta
 Itálie -  Jugoslávie 3:1 (15:12, 8:15, 15:6, 15:7)
2. srpna 1996 (19:30) – Atlanta

### Finále
Nizozemsko -  Itálie 3:2 (15:12, 9:15, 16:14, 9:15, 17:15)
4. srpna 1996 (14:00) – Atlanta

### O 3. místo
Jugoslávie -  Rusko 3:1 (15:8, 7:15, 15:8, 15:9)
4. srpna 1996 (12:00) – Atlanta

### O 5. - 8. místo
Brazílie -  Argentina 3:1 (15:10, 15:3, 13:15, 15:9)
1. srpna 1996 (8:00) – Atlanta
 Kuba -  Bulharsko 3:1 (15:4, 15:12, 16:17, 15:12)
1. srpna 1996 (8:00) – Atlanta

### O 5. místo
Brazílie -  Kuba 3:0 (15:12, 16:14, 16:14)
2. srpna 1996 (12:00) – Atlanta

### O 7. místo
Brazílie -  Argentina 3:2 (15:10, 15:10, 7:15, 7:15, 20:18)
2. srpna 1996 (12:00) – Atlanta

### Soupisky
1.  Nizozemsko
| - Peter Blangé - Guido Görtzen - Rob Grabert - Henk-Jan Held | - Misha Latuhihin - Jan Posthuma - Brecht Rodenburg - Richard Schuil | - Bas van de Goor - Mike van de Goor - Olof van der Meulen - Ron Zwerver |

2.  Itálie
| - Lorenzo Bernardi - Vigor Bovolenta - Marco Bracci - Luca Cantagalli | - Andrea Gardini - Andrea Giani - Pasquale Gravina - Marco Meoni | - Samuele Papi - Andrea Sartoretti - Paolo Tofoli - Andrea Zorzi |

3.  Jugoslávie
| - Vladimir Batez - Dejan Brđović - Đorđe Đurić - Andrija Gerić | - Nikola Grbić - Vladimir Grbić - Rajko Jokanović - Slobodan Kovač | - Đula Mešter - Žarko Petrović - Željko Tanasković - Goran Vujević |

### Konečné pořadí
| XXIV. | Olympijské hry | Z | V | P | Skóre | B  |
| ----- | -------------- | - | - | - | ----- | -- |
| 1.    | Nizozemsko     | 8 | 7 | 1 | 21:6  | 15 |
| 2.    | Itálie         | 8 | 7 | 1 | 23:5  | 15 |
| 3.    | Jugoslávie     | 8 | 5 | 3 | 16:14 | 13 |
| 4.    | Rusko          | 8 | 3 | 5 | 11:15 | 11 |
| 5.    | Brazílie       | 8 | 5 | 3 | 18:10 | 13 |
| 6.    | Kuba           | 8 | 5 | 3 | 15:12 | 13 |
| 7.    | Bulharsko      | 8 | 4 | 4 | 15:16 | 12 |
| 8.    | Argentina      | 8 | 3 | 5 | 13:18 | 11 |
| 9.    | USA            | 5 | 2 | 3 | 10:9  | 7  |
| 9.    | Jižní Korea    | 5 | 1 | 4 | 3:12  | 6  |
| 11.   | Polsko         | 5 | 0 | 5 | 1:15  | 5  |
| 11.   | Tunisko        | 5 | 0 | 5 | 1:15  | 5  |

## Turnaj žen
| Zlato   | Kuba (CUB)     |
| Stříbro | Čína (CHN)     |
| Bronz   | Brazílie (BRA) |

Turnaj se odehrál v rámci XXVI. olympijských her ve dnech 20. července - 4. srpna 1996 v Atlantě.
Turnaje se zúčastnilo 12 družstev, rozdělených do dvou šestičlenných skupin. První čtyři mužstva postoupili do čtvrtfinále. Poražení čtvrtfinalisti hráli o 5. - 8. místo. Olympijským vítězem se stalo družstvo Kuby.

### Skupina A
|    |            | CHN | USA | NED | KOR | JPN | UKR | V | P | Skóre | B  |
| 1. | Čína       | *** | 3:1 | 3:0 | 3:2 | 3:0 | 3:0 | 5 | 0 | 15:3  | 10 |
| 2. | USA        | 1:3 | *** | 3:1 | 3:1 | 3:0 | 3:0 | 4 | 1 | 13:5  | 9  |
| 3. | Nizozemsko | 0:3 | 1:3 | *** | 3:1 | 3:0 | 3:0 | 3 | 2 | 10:7  | 8  |
| 4. | Korea      | 2:3 | 1:3 | 1:3 | *** | 3:0 | 3:0 | 2 | 3 | 10:9  | 7  |
| 5. | Japonsko   | 0:3 | 0:3 | 0:3 | 0:3 | *** | 3:0 | 1 | 4 | 3:12  | 6  |
| 6. | Ukrajina   | 0:3 | 0:3 | 0:3 | 0:3 | 0:3 | *** | 0 | 5 | 0:15  | 5  |

 Čína -  Nizozemsko 3:0 (15:10, 15:5, 15:7)
20. července 1996 (10:00) – Atlanta
 Korejská republika -  Japonsko 3:0 (15:10, 15:12, 15:10)
20. července 1996 (16:00) – Atlanta
 USA -  Ukrajina 3:0 (15:8, 15:5, 15:11)
20. července 1996(19:30) – Atlanta
 Čína -  Korejská republika 3:2 (17:16, 16:14, 2:15, 13:15, 15:13)
22. července 1996 (10:00) – Atlanta
 Japonsko -  Ukrajina 3:0 (15:9, 15:5, 15:4)
22. července 1996 (10:00) – Atlanta
 USA -  Nizozemsko 3:1 (12:15, 15:10, 17:15, 15:7)
22. července 1996 (19:30) – Atlanta
 Nizozemsko -  Japonsko 3:0 (15:3, 15:10, 15:3)
24. července 1996 (10:00) – Atlanta
 Čína -  USA 3:1 (15:8, 15:2, 12:15, 15:12)
24. července 1996 (19:30) – Atlanta
 Korejská republika -  Ukrajina 3:0 (15:3, 15:10, 15:7)
24. července 1996 (19:30) – Atlanta
 Nizozemsko -  Korejská republika 3:1 (15:11, 15:12, 7:15, 15:8)
26. července 1996 (10:00) – Atlanta
 Čína -  Ukrajina 3:0 (15:4, 15:4, 15:6)
26. července 1996 (16:00) – Atlanta
 USA -  Japonsko 3:0 (15:11, 15:7, 15:12)
26. července 1996 (19:30) – Atlanta
 Čína -  Japonsko 3:0 (16:14, 15:11, 15:10)
26. července 1996 (10:00) – Atlanta
 USA -  Korejská republika 3:1 (10:15, 15:13, 15:9, 15:3)
26. července 1996 (16:00) – Atlanta
 Nizozemsko -  Ukrajina 3:0 (15:3, 15:5, 15:5)
26. července 1996 (16:00) – Atlanta

### Skupina B
|    |          | BRA | RUS | CUB | GER | CAN | PER | V | P | Skóre | B  |
| 1. | Brazílie | *** | 3:0 | 3:0 | 3:1 | 3:0 | 3:0 | 5 | 0 | 15:1  | 10 |
| 2. | Rusko    | 0:3 | *** | 3:1 | 3:0 | 3:0 | 3:0 | 4 | 1 | 12:4  | 9  |
| 3. | Kuba     | 0:3 | 1:3 | *** | 3:0 | 3:0 | 3:0 | 3 | 2 | 10:6  | 8  |
| 4. | Německo  | 1:3 | 0:3 | 0:3 | *** | 3:0 | 3:0 | 2 | 3 | 7:9   | 7  |
| 5. | Kanada   | 0:3 | 0:3 | 0:3 | 0:3 | *** | 3:2 | 1 | 4 | 3:14  | 6  |
| 6. | Peru     | 0:3 | 0:3 | 0:3 | 0:3 | 2:3 | *** | 0 | 5 | 2:15  | 5  |

 Rusko -  Německo 3:0 (15:5, 15:10, 15:7)
20. července 1996 (10:00) – Atlanta
 Kuba -  Kanada 3:0 (15:8, 15:8, 15:5)
20. července 1996 (16:00) – Atlanta
 Brazílie -  Peru 3:0 (15:7, 15:1, 15:5)
20. července 1996 (19:30) – Atlanta
 Rusko -  Kanada 3:0 (15:1, 15:7, 15:9)
22. července 1996 (16:00) – Atlanta
 Německo -  Peru 3:0 (15:11, 15:6, 15:3)
22. července 1996 (16:00) – Atlanta
 Brazílie -  Kuba 3:0 (15:11, 15:10, 15:4)
22. července 1996 (19:30) – Atlanta
 Německo -  Kanada 3:0 (15:5, 15:12, 15:6)
24. července 1996 (10:00) – Atlanta
 Brazílie -  Rusko 3:0 (15:3, 15:11, 15:13)
24. července 1996 (16:00)– Atlanta
 Kuba -  Peru 3:0 (15:2, 15:5, 15:10)
24. července 1996 (16:00) – Atlanta
 Rusko -  Peru 3:0 (15:11, 15:8, 15:1)
26. července 1996 (10:00) – Atlanta
 Kuba -  Německo 3:0 (15:6, 15:8, 15:4)
26. července 1996 (16:00) – Atlanta
 Brazílie -  Kanada 3:0 (15:6, 15:6, 15:11)
26. července 1996 (19:30) – Atlanta
 Brazílie -  Německo 3:1 (15:4, 13:15, 15:6, 15:8)
28. července 1996 (10:00) – Atlanta
 Rusko -  Kuba 3:1 (10:15, 15:6, 15:7, 15:8)
28. července 1996 (19:30) – Atlanta
 Kanada -  Peru 3:2 (16:17, 15:6, 11:15, 15:9, 15:12)
28. července 1996 (19:30) – Atlanta

### Čtvrtfinále
Čína -  Německo 3:0 (15:12, 15:8, 15:8)
30. července 1996 (8:00) – Atlanta
 Rusko -  Nizozemsko 3:1 (10:15, 15:7, 15:9, 15:10)
30. července 1996 (8:00)– Atlanta
 Kuba -  USA 3:0 (15:1, 15:10, 15:12)
30. července 1996 (19:30) – Atlanta
 Brazílie -  Korejská republika 3:0 (15:4, 15:2, 15:10)
30. července 1996 (19:30) – Atlanta

### Semifinále
Kuba -  Brazílie 3:2 (5:15, 15:8, 10:15, 15:13, 15:12)
1. srpna 1996 (19:30) – Atlanta
 Čína -  Rusko 3:1 (12:15, 15:5, 15:8, 15:12)
1. srpna 1996 (19:30) – Atlanta

### Finále
Kuba -  Čína 3:1 (14:16, 15:12, 17:16, 15:6)
3. srpna 1996 (14:00) – Atlanta

### O 3. místo
Brazílie -  Rusko 3:2 (15:13, 4:15, 16:14, 8:15, 15:13)
3. srpna 1996 (12:00) – Atlanta

### O 5. - 8. místo
Nizozemsko -  Německo 3:2 (15:12, 9:15, 13:15, 15:9, 15:10)
31. července 1996 (8:00) –Atlanta
 Korejská republika -  USA 3:0 (15:12, 15:5, 15:11)
31. července 1996 (8:00) – Atlanta

### O 5. místo
Nizozemsko -  Korejská republika 3:0 (15:9, 15:9, 15:13)
1. srpna 1996 (13:30) – Atlanta

### O 7. místo
USA -  Německo 3:1 (17:16, 15:6, 5:15, 15:6)
1. srpna 1996 (13:30) – Atlanta

### Soupisky
1.  Kuba
| - Taimaris Aguero - Regla Bell - Magaly Carvajal - Marlenis Costa | - Ana Fernández - Mirka Francia - Idalmis Gato - Lilia Izquierdo | - Mireya Luis - Raisa O'Farrill - Yumilka Ruíz - Regla Torresová |

2.  Čína
| - Cui Yong-Mei - He Qi - Lai Yawen - Li Yan | - Liu Xiaoning - Pan Wenli - Sun Yue - Wang Lina | - Wang Yi - Wang Ziling - Wu Yongmei - Zhu Yunying |

3.  Brazílie
| - Ida Alvares - Leila Barros - Ericléia Bodziak - Hilma Caldeira | - Ana Paula Connelly - Márcia Cunha - Virna Dias - Ana Moser | - Ana Flávia Sanglard - Hélia Souza - Sandra Suruagy - Fernanda Venturini |

### Konečné pořadí
| XXVI. | Olympijské hry     | Z | V | P | Skóre | B  |
| ----- | ------------------ | - | - | - | ----- | -- |
| 1.    | Kuba               | 8 | 6 | 2 | 19:9  | 14 |
| 2.    | Čína               | 8 | 7 | 1 | 22:7  | 15 |
| 3.    | Brazílie           | 8 | 7 | 1 | 23:6  | 15 |
| 4.    | Rusko              | 5 | 5 | 3 | 18:11 | 13 |
| 5.    | Nizozemsko         | 5 | 5 | 3 | 18:11 | 13 |
| 6.    | Korejská republika | 8 | 3 | 5 | 13:15 | 11 |
| 7.    | USA                | 8 | 5 | 3 | 16:12 | 13 |
| 8.    | Německo            | 8 | 2 | 6 | 10:18 | 10 |
| 9.    | Japonsko           | 5 | 1 | 4 | 3:12  | 6  |
| 9.    | Kanada             | 5 | 1 | 4 | 3:14  | 6  |
| 11.   | Peru               | 5 | 0 | 5 | 2:15  | 5  |
| 11.   | Ukrajina           | 5 | 0 | 5 | 0:15  | 5  |